# Cal Comte (Torroja del Priorat)
Cal Comte és un edifici del municipi de Torroja del Priorat (Priorat) protegit com a bé cultural d'interès local.

## Descripció

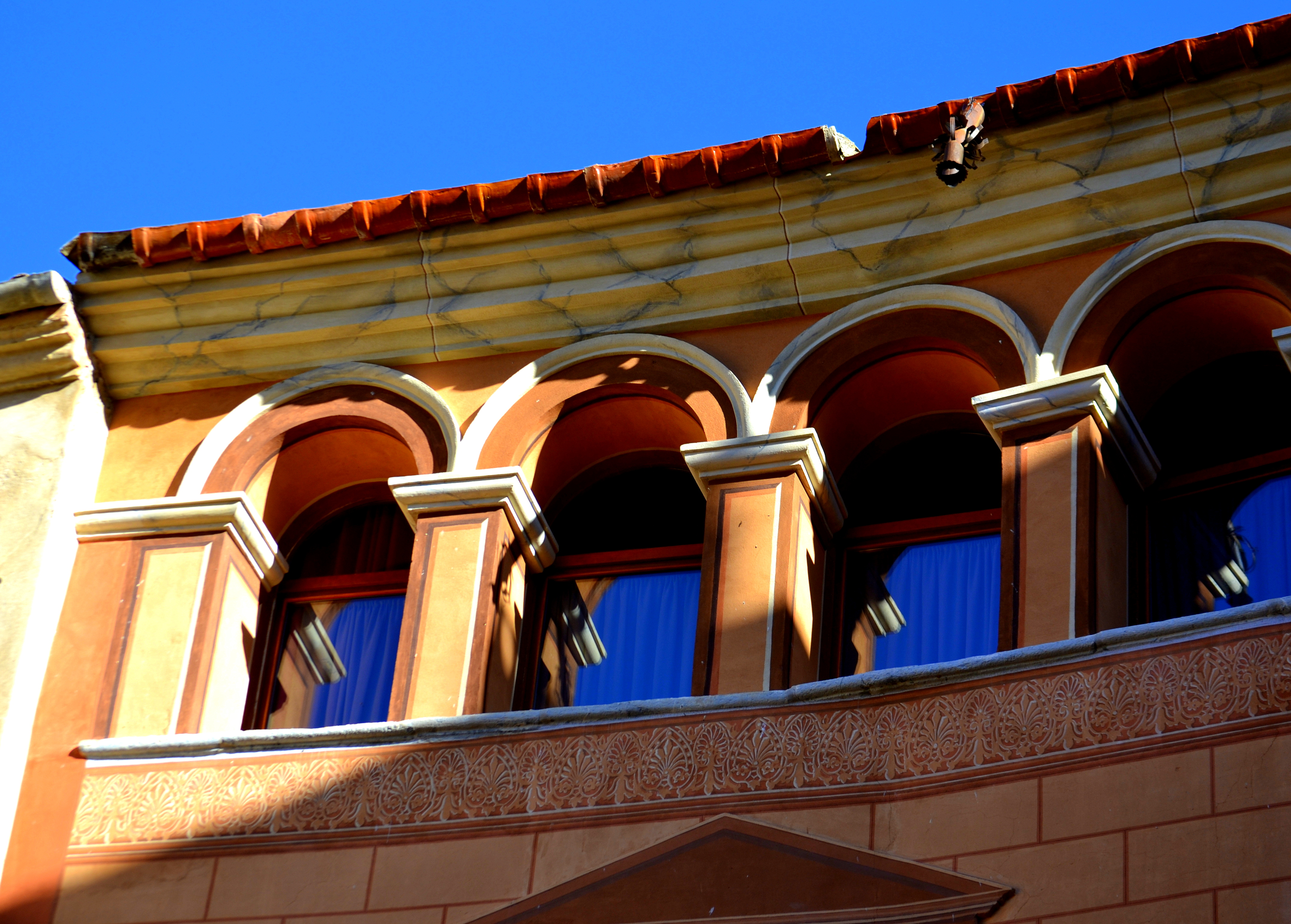
Finestres de l'últim pis

Es tracta d'un gran edifici de paredat arrebossat i pintat i cobert per una teulada a doble vessant; de planta baixa, pis i golfes. A l'extrem esquerre s'obre un pas o "perxe" per a possibilitar la unió del carrer de l'Era amb la plaça de l'Església i el carrer Major. Sobre la façana s'obren una porta i dues finestres a la planta baixa, tres balcons i una finestra al primer pis i una galeria correguda amb 17 arcs de mig punt. A la porta cal destacar la decoració amb elements finals del barroc, i també els desaigües de la teulada, de ferro forjat. A l'entrada, de generoses dimensions, hi ha una galeria correguda a nivell del primer pis.
Cal Compte és el millor edifici civil del poble.

## Història

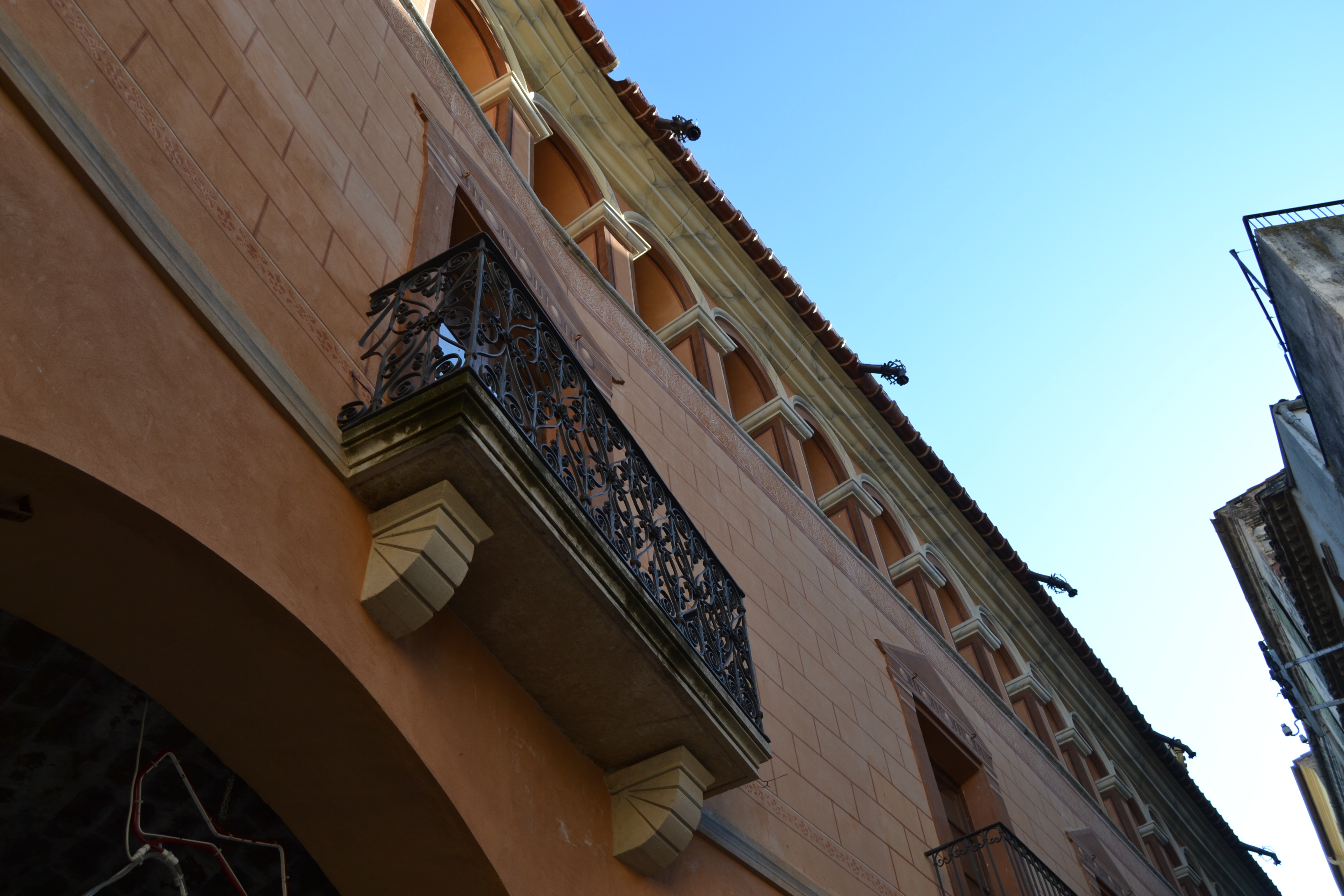
Detall d'un balcó i la galeria de l'últim pis

Cal Compte és una antiga casa pairal de Torroja del Priorat. L'actual construcció, just a principis del segle xix, posa de relleu la puixança econòmica de la casa, bastant abans de l'època daurada del Priorat. Avui encara la casa continua essent considerada com una de les més importants del poble.